# Pehr Lugn

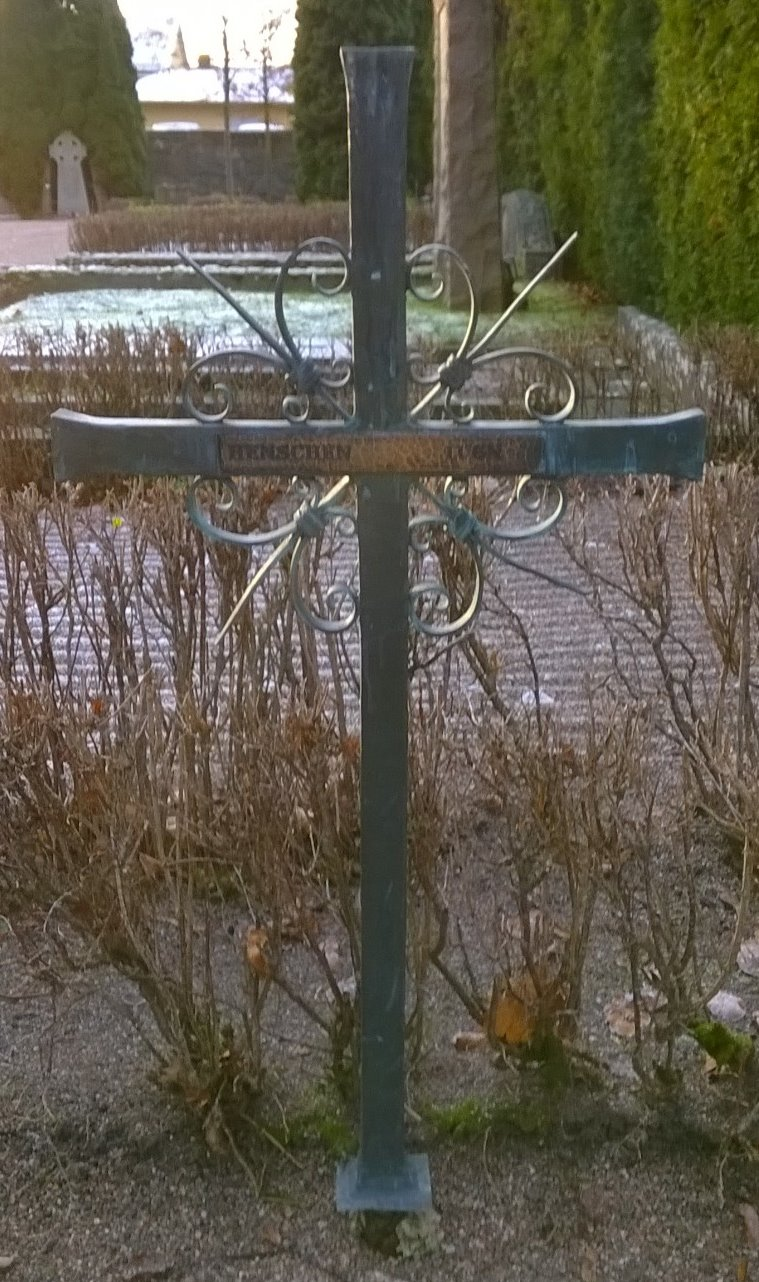
Gravvården i Uppsala.

Pehr Johan Lugn, född 9 oktober 1881 i Undersåkers socken i Jämtland, död 13 mars 1934 i Stockholm, var en svensk arkeolog.

## Biografi
Lugn började sina studier vid Uppsala universitet 1909, där han blev filosofie kandidat 1914 och filosofie licentiat 1920. Han anställdes 1918 som amanuens vid Victoriamuseet i Uppsala, och reorganiserade museet samt ledde dess flyttning och uppställning i Gustavianum. Lugn var från 1928 föreståndare för Egyptiska museet i Stockholm. Han deltog i olika utgrävningar i Egypten och ledde själv de svenska utgrävningarna i Abu Ghalib 1932.
Han utgav bland annat Den egyptiska dödsboken (1918), Die magische Bedeutung der weiblichen Kopfbedeckung (1920), Ausgewählte Denkmäler aus ägyptischen Sammlungen in Schweden (1922), Egypten i fynd och forskning (2 band, 1923-24), Egyptisk kultur i ord och bild (1926), Konst och konsthantverk i Egypten (1927) och författade även partierna om Egypten i flera olika världshistoriska verk.
Lugn var en av grundarna av föreningen Jamtamot Redivivum vid Norrlands nation i Uppsala 1915 och dess förste ordförande.
Pehr Lugn var från 1915 gift med museiintendenten Gunhild Lugn, född Henschen, och de är begravda på Uppsala gamla kyrkogård. Han var far till Robert Lugn, och farfar till dennes dotter Kristina Lugn.